# Coelotes conversus
Coelotes conversus là một loài nhện trong họ Amaurobiidae.
Loài này thuộc chi Coelotes. Coelotes conversus được Yajun Xu & S. Q. Li miêu tả năm 2006.